# Animal Crossing: New Leaf
Animal Crossing: New Leaf (とびだせどうぶつの森 Tobidase Dōbutsu no Mori?, engelsk översättning "Animal Forest: Jump Out") är ett spel till Nintendo 3DS som släpptes 8 november 2012 i Japan, 7 februari 2013 i Sydkorea och i USA och resten av världen under juni 2013. 2016 släpptes en uppdatering på spelet vid namnet, Animal Crossing: New Leaf - Welcome amiibo.
Spelet är det senaste spelet i Animal Crossing-serien där den kontrollerade spelfiguren lever i en by befolkad av antropomorfa djur. Spelet annonserades under E3 2010.
Under en Nintendokonferens i oktober 2012 bekräftades att den amerikanska titeln på spelet kommer att vara Animal Crossing: New Leaf. Detta blev också den europeiska titeln.

## Nya funktioner
En trailer släpptes på E3 2011 och i en utställningsmonter visades nya funktioner i spelet.

### Staden
- Första spelaren spelar som byns borgmästare. Andra karaktärer som skapas i samma spel är endast invånare i byn.
- Spelaren har förmågan att simma i havet som gränsar till byn.
- Runtom i staden kan spelaren placera ut bänkar, möjliga för spelaren att sitta på.
- Som borgmästare kan man även bestämma byns olika lagar och regler, bland annat vilka öppettider de olika affärerna ska ha.
- Det droppar vatten från blommor och andra växter som nyligen blivit vattnade.
- Som borgmästare kan man själv skräddarsy sin egen stad genom att välja exempelvis var och om bänkar, broar, byggnader, lyktor, campingplatser, brunnar och andra föremål ska placeras.
- Om spelaren väljer att bygga Brewsters café finns även möjligheten att efter ett tag skaffa deltidsjobb där.
- Två olika typer av polisstationer kan byggas. Övriga byggnader som finns/kan läggas till i staden är museum, blomaffär, klädaffär, möbelaffär, skoaffär och återvinningscentral.

### Bostaden
- Spelaren börjar i ett tält istället för ett hus. Tältet kan sedan uppgraderas.
- Vissa möbler kan placeras på väggen.
- Plantor som används som dekorationer i huset ändrar färg med årstiderna.
- För att ha råd med att betala av huslånet kan spelaren be grannarna om hjälp med finansiella donationer.
- Nya blommor samt körsbärsträd dyker upp.

### Karaktärer
- Tom Nook återvänder som ägare till möbelaffären.
- Timmy och Tommy kan träffas på i en annan möbelaffär.
- Leif (japanskt namn: Reiji) är en sengångare och ägaren till blomsteraffären.
- En alpacka par, Reese och Cyrus, driver återvinningscentralen.
- Resetti återvänder.
- Brewster är återigen ägaren till caféet.

### Grannar
- Två nya djurraser för byborna, renar och hamstrar.[8]
- Två personligheter dyker också upp, Smug (självbelåten) och Uchi. Uchi (うち) är en pronomen i japan som associeras främst användas av utgående kvinnor.[9]

### Multiplayer
- Man kan spela flera personer via WiFi

### Övriga funktioner
- Spelaren kan designa skor och byxor, utöver den tidigare funktionen att designa tröjor, hattar och andra accessoarer.
- Spelaren kan dricka kaffe samt äta glass.

## Kuriosa
Om man hjälper karaktären Gulliver kan spelaren belönas med en dalahäst.